# Барський машинобудівний завод
Барський машинобудівний завод — приватне промислове підприємство в місті Бар Барського району Вінницької області України. Офіційна назва - ПрАТ «Барський машзавод». Має торгові представництва у Молдові, Румунії, Узбекистані, Ізраїлі, Болгарії, Німеччині.

## Історія

### 1930—1991
1923 Бар перебував в умовах московської окупації та активної партизанської боротьби проти комуністів, але водночас він став центром Барського району, що дало новий імпульс для розвитку старовинного населеного пункту.
Під час інвестицій Москви в індустріалізацію у 1930-х роках на базі механічних майстерень створений Барський машинобудівний завод, який освоїв випуск запасних частин, деталей (а потім і агрегатів) для підприємств харчової промисловості. Також, в місті була побудована електростанція (1936 введена в експлуатацію, після чого промислові підприємства були електрифіковані).
1934 на заводі відкрито школи техмінімуму і майстрів, що забезпечило підвищення кваліфікації робітників і зростання продуктивності праці. Десятки робітників стали на папері раціоналізаторами.
В цілому, завод став найбільшим промисловим підприємством міста (в 1939 році чисельність робітників становила 340 осіб), при ньому був відкритий заводський медпункт і побудований заводський клуб.
В ході Другої світової війни 16 липня 1941 року Бар був визволений від комуністичної влади, але перед приходом німецьких військ диверсійні групи НКВД СССР варварськи зруйнували машинобудівний завод.
25 березня 1944 у Бар знову прийшли сталіністи, і вже в цьому році ними ж зруйнований завод почали відновлювати. Після того, як була відновлена міська електростанція, яка забезпечувала його електроенергією та кілька інших підприємств міста, окремі цехи машинобудівного заводу також відновили роботу і ще до закінчення 1944 року розпочали ремонт танків і автомашин для РККА.
Крім того, в 1944 році був відновлений заводський клуб машинобудівного заводу, що був також спалений комуністами перед втечею із міста.
Планові показники четвертого п'ятирічного плану відновлення і розвитку народного господарства СРСР (1945—1950) колектив заводу нібито виконав достроково, за чотири роки і п'ять місяців, що погано позначилося на якості продукції. І вже в 1947 році 127 працівників заводу стали такими собі «стахановцями» - фейковими лідерами виробництва..
Надалі, БМЗ став підприємством «союзного» значення, і до початку 1965 чисельність робітників заводу збільшилася до 1,5 тис. чоловік. 1963 при заводі відкрито вечірній технікум.
За роки восьмої п'ятирічки (1966—1970) завод освоїв серійне виробництво 11 нових машин і збільшив обсяг виробництва в 1,7 раз. В цей же час при заводському клубі БМЗ відкритий університет культури.
Станом на початок 1972 року завод випускав машини і обладнання для підприємств харчової промисловості, які використовувалися всередині України і експортувалися в Болгарію, Індію, Монголію, Судан, Чехословаччину та інші країни.
В цілому завод входив до числа провідних підприємств міста, на його балансі знаходилися об'єкти соціальної інфраструктури.

### Після 1991
Після проголошення незалежності України, в умовах економічної кризи становище підприємства ускладнилося. Було прийняте рішення про розширення асортименту продукції, яка випускається і в подальшому завод освоїв випуск твердопаливних, газових і електричних опалювальних котлів, оскільки попередня продукція була нікому не потрібна. 
У травні 1995 року Кабінет міністрів України затвердив рішення про приватизацію заводу.
Надалі, державне підприємство перетворено на відкрите акціонерне товариство, а згодом — реорганізовано на закрите акціонерне товариство.

## Діяльність
Завод випускає: 
- опалювальні котли,
- запасні частини та деталі до технологічного устаткування харчової промисловості старого виробництва (в тому числі, до старих моноблоків ленінградських, костромських і мелітопольських заводів),
- обладнання для кондитерської, консервної та хлібної промисловості,
- лінії з розливу вино-горілчаних і безалкогольних напоїв та інших рідких харчових продуктів,
- обладнання для заводів дитячого харчування,
- апарати опалювальні для бань КТН,
- сміттєсортувальні комплекси.

Укладаються угоди на постачання сміттєвих контейнерів для потреб Вінницької міської ради. 